# هاري غرانت
هاري غرانت (بالإنجليزية: Bud Grant)‏ (و. 1927  م) هو لاعب كرة السلة، ولاعب كرة قاعدة، ومدرب رياضي، ولاعب كرة القدم الكندية، ولاعب كرة قدم أمريكية، من الولايات المتحدة، ولد في سوبريور، يلعب كلاعب هجوم صغير الجسم.

## التعليم
تعلم في جامعة منيسوتا.

## جوائز
حصل على جوائز منها:
- قاعة مشاهير محترفي كرة القدم
- قاعة مشاهير كرة القدم الكندية [الإنجليزية]‏.

## روابط خارجية
- هاري غرانت على موقع إن بي أي (الإنجليزية)
- هاري غرانت على موقع سبورتس رفرنس (الإنجليزية)
- هاري غرانت على موقع كلية كرة السلة في سبورتس رفرنس.كوم (الإنجليزية)
- هاري غرانت على موقع ريلجم (الإنجليزية)
- هاري غرانت على موقع بروبوليرز (الإنجليزية)
- هاري غرانت على موقع مرجع كرة القدم المحترفة.كوم (الإنجليزية)
- هاري غرانت على موقع JustSportsStats.com (الإنجليزية)